# Террі Девіс
Терренс Ендрю Девіс (15 грудня 1969 — 11 серпня 2018) — американський інженер-електрик і комп'ютерний програміст, найбільш відомий як творець і розробник TempleOS, операційної системи в суспільному надбанні, створеної ним самостійно. Розробка була надзвичайно складною, тривалою та незвичайною роботою для однієї людини.
У підлітковому віці Девіс вивчав асемблер на Commodore 64. Пізніше він отримав бакалаврську ступінь з комп'ютерної інженерії та ступінь магістра з електротехніки в Аризонському державному університеті. Кілька років він працював у Ticketmaster програмістом для машин VAX. У 1996 році він почав відчувати регулярні маніакальні епізоди, один із яких призвів до госпіталізації. Спочатку йому поставили діагноз біполярний розлад, але пізніше у нього діагностували шизофренію. Після цього він отримував допомогу з інвалідності та проживав у Лас-Вегасі зі своїми батьками до 2017 року.
Девіс виріс як католик і деякий час у зрілому віці був атеїстом. Після того, як він пережив самопроголошене «одкровення», він заявив, що перебував у прямому спілкуванні з Богом і що Бог наказав йому створити наступника Другого Храму. Після цього він присвятив десятиліття створенню операційної системи, заснованої на DOS-подібних інтерфейсах його юності. У 2013 році Девіс оголосив, що завершив проєкт, тепер відомий як TempleOS. Операційна система загалом вважалася хобі-системою, яка не підходила для загального використання, але Девіс отримав співчуття і підтримку за реалізацію проєкту.
В останні роки Девіс зібрав онлайн-аудиторію та регулярно публікував відеоблоги в соціальних мережах. Незважаючи на те, що він залишався ясним у розмовах на комп'ютерні теми, його навички спілкування значно постраждали через шизофренію. Він був суперечливим через регулярне використання образливих слів, яке він пояснював як спосіб боротьби з факторами психологічної війни. Після 2017 року він боровся з періодами бездомності та ув'язнення. У 2018 році його збив потяг, і він помер у віці 48 років.

## Ранні роки та кар'єра

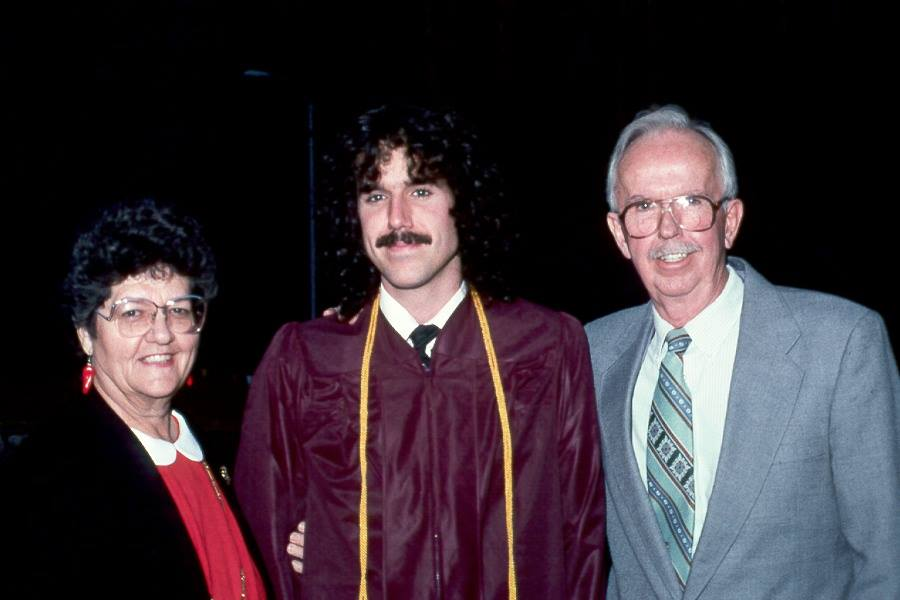
Девіс з батьками, 1990 рік

Терренс Ендрю Девіс народився у Вест-Аллісі, Вісконсин, сьомим з восьми дітей. Пізніше він переїхав до Вашингтону, Мічиган, Каліфорнії та Аризони. Його батько був промисловим інженером. У дитинстві Девіс користувався Apple II у початковій школі. У підлітковому віці він вивчав асемблер на Commodore 64.
У 1994 році він отримав ступінь магістра з електротехніки в Аризонському державному університеті. Кілька років він працював у Ticketmaster програмістом для машин VAX. Щодо своїх кваліфікацій, він писав у 2011 році: «Усі знають, що електротехніка займає вищу позицію в інженерній ієрархії, ніж інформатика, бо вона потребує справжньої математики ;-) Я — ракетний інженер, хоч і не дуже добрий».

## Початок хвороби та духовне пробудження
Девіс виховувався як католик, але протягом певного часу в дорослому житті був атеїстом, поки не пережив те, що він назвав «одкровенням від Бога». Починаючи з 1996 року, Девіс приблизно кожні шість місяців потрапляв до психіатричного відділення через повторювані маніакальні епізоди. У березні він почав відчувати регулярні маніакальні епізоди та розвивати марення, пов’язані з інопланетянами та урядовими спецагентами. За словами Девіса, він надавав особливого значення тексту з пісні Rage Against the Machine "some of those that work forces are the same that burn crosses" і згадував: «Я почав помічати людей, які слідкують за мною, одягнених у костюми. Це здавалося дивним». Він почав жертвувати значні суми грошей на благодійність, чого раніше ніколи не робив. Пізніше він припустив, що «цей вчинок [ймовірно] змусив Бога відкритися мені та врятував мене».
Незабаром після цього, боячись людей у костюмах, яких він вважав переслідувачами, Девіс покинув місто та проїхав сотні миль на південь без чіткого пункту призначення. Після того, як він переконався, що його автомобільне радіо спілкується з ним, він розібрав своє авто, очевидно, в пошуках «жучків», які, як він вважав, були на ньому заховані, і викинув ключі в пустелю. Він блукав узбіччям шосе, де його згодом підібрав поліцейський. Девіс втік із поліцейського автомобіля, зламав ключицю і був доставлений до лікарні.
Занепокоєний розмовою про артефакти, знайдені на його рентгенівських знімках, які він інтерпретував як «інопланетні артефакти», він втік з лікарні. Він спробував викрасти поруч вантажівку, але був заарештований. У в'язниці він роздягнувся, зламав окуляри і намагався відкрити двері камери, вставивши оправу в електричну розетку, замикаючи вимикач. Цей план не вдався, оскільки він використовував некондуктивну оправу. Після цього його направили на два тижні до психіатричної лікарні.
Щодо цих подій Девіс у інтерв'ю 2014 року сказав, що він був «справді доволі божевільним. Тепер уже ні. Тепер я, можливо, божевільний по-іншому». Девіс визнав, що послідовність подій, які призвели до його духовного пробудження, могла дати враження «психічного розладу, на противагу до славного одкровення від Бога. [...] Було б ввічливіше сказати, що я злякався, розмірковуючи про квантові комп'ютери. І потім, мабуть, варто додати звичайну психічну хворобу». Розмірковуючи про початковий епізод, він сказав: «Я не дуже пишаюся логікою і мисленням того часу. Це виглядає дуже наївно, по-дитячому і жалюгідно. [...] У Біблії сказано, що якщо ти шукаєш Бога, то знайдеш Його[sic]. Я справді шукав і дивився всюди, щоб зрозуміти, що Він може мені сказати».
Спочатку Девісу поставили діагноз біполярний розлад, а пізніше – шизофренія. Після цього він відчув «провину за те, що був таким прихильником технологій і атеїстом», і намагався наслідувати Ісуса, віддаючи всі свої речі та ведучи кочовий спосіб життя. У липні 1996 року він повернувся до Аризони та почав розробляти плани для нового бізнесу. Він розробив тривісний фрезерний верстат, маючи на увазі очевидний напрямок – 3D-друк. Інцидент із інструментом Dremel, який майже спричинив пожежу в його квартирі, змусив його відмовитися від цієї ідеї. Згодом він жив з батьками в Лас-Вегасі та отримував виплати з соціального забезпечення.

Після 2003 року госпіталізації Девіса стали менш частими. Його шизофренія все ще впливала на його здатність до спілкування, і його онлайн-коментарі зазвичай були незрозумілими. Однак повідомлялося, що він був «завжди притомним», якщо розмова стосувалася комп'ютерів. Vice зазначив, що у 2012 році він мав продуктивну розмову з учасниками MetaFilter, де його роботу представили як «операційну систему, створену програмістом з шизофренією».

## TempleOS

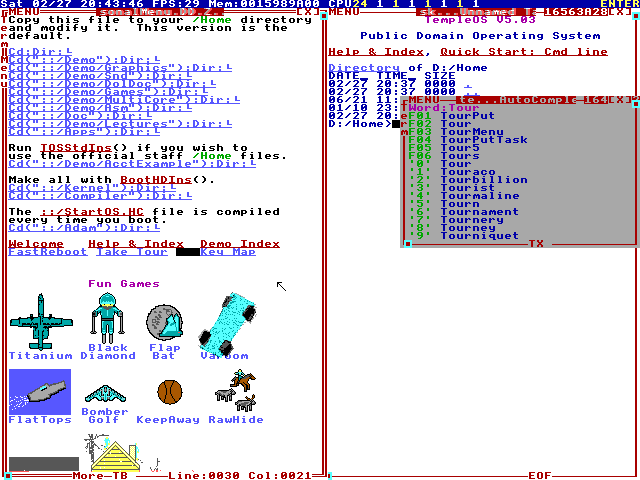
Скріншот інтерфейсу TempleOS

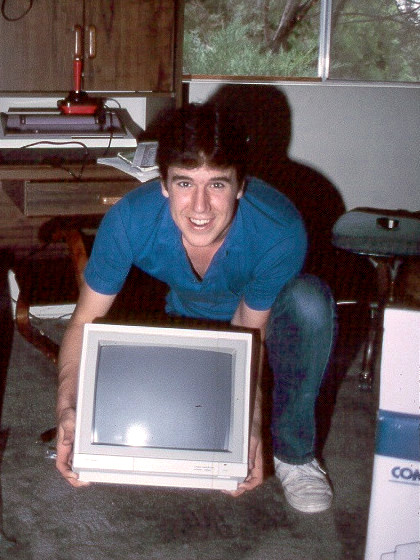
Девіс біля монітора, прибл. середина 1980-х

TempleOS, відомий як "J Operating System" з 2004 по 2005 рік, "LoseThos" з 2006 по початок 2012 року та "SparrowOS" наприкінці 2012 року, є операційною системою, схожою на Commodore 64, DESQview та інші ранні інтерфейси на основі DOS. Вона була написана мовою програмування, розробленою Девісом, під назвою Holy C, яка була проміжною ланкою між C та C++. Вона була задумана Девісом на початку 2000-х років і розроблялася ним самостійно протягом десятиліття. Це включало розробку власної мови програмування, редактора, компілятора та ядра. У результаті система нараховувала понад 100,000 рядків коду.
У 2005 році Девіс заявив, що його амбіція для J Operating System полягала у "відтворенні динамічного середовища, яке існувало, коли був популярний Commodore 64, і всі створювали незвичайне програмне забезпечення". Він уявляв цю систему як Commodore 64 з «тисячократно» більшою потужністю обробки. У 2008 році він написав, що основне призначення LoseThos – "створення відеоігор. Система не має підтримки мережі чи Інтернету. На мою думку, це було б винаходом колеса заново".
Пізніше Девіс заявив, що знаходиться в прямому спілкуванні з Богом, і що Бог наказав йому створити наступника Другого храму у вигляді операційної системи. Тому посилання на біблійні теми є всюдисущими в ОС. Одна з вбудованих програм, "Після Єгипту", є грою, в якій гравець подорожує до палаючого куща, щоб скористатися "високошвидкісним секундоміром". Секундомір призначений для роботи як оракул, який генерує псевдовипадковий текст, що, на думку Девіса, є закодованими повідомленнями від Бога. Він порівнював цей процес з дошкою Віджа і глосолалією. Приклад згенерованого тексту:
серед призначених карально результат розпусти перевірений зафіксовано відчуття розуміння небес противність Дакота губа Терпіти підхід до здійснення зміщення свята Можеш перли робити милостиню нічого не розумію
За словами Девіса, багато особливостей системи, такі як роздільна здатність 640×480 і 16-кольоровий дисплей, також були явними інструкціями від Бога. Хартія, розміщена на його вебсайті, стверджувала, що TempleOS є "офіційним храмом Бога. Як і Храм Соломона, це центральне місце для спільноти, де приносяться жертви і де консультуються з оракулом Бога". Девіс використовував оракул, щоб запитати Бога про війну ("змагання військових"), смерть ("жахливо"), динозаврів ("ноги бронтозаврів болять, коли наступають"), улюблену відеогру (Donkey Kong), улюблену машину (BMW), улюблений національний гімн (латвійський), улюблену групу (the Beatles), і одинадцяту заповідь ("Не сміти").
У 2012 році Девіс заявив, що LoseThos був завантажений 10,000 разів з 2009 року, але "немає доказів, що хтось його встановив. Я у в'язниці ЦРУ". Пізніше в 2012 році він перейменував LoseThos на "SparrowOS", а наступного року на "TempleOS". Через кілька тижнів його вебсайт оголосив: "Храм Бога завершено. Тепер Бог знищує ЦРУ, поки це не пошириться".

## Визнання, суперечки та послідовники
—Террі А. Девіс про статтю про його життя в листі до журналіста Vice.
Після завершення TempleOS більшість свого часу Девіс проводив онлайн, «програмуючи, переглядаючи вебсторінки або використовуючи результати маяка випадковості для розмови з Богом», і зібрав невелику кількість прихильників через свою активність в інтернеті. Він опублікував години відеоблогів і називав себе "найрозумнішим програмістом, який коли-небудь жив", демонструючи свої творіння. Його канали на YouTube неодноразово блокували через його вульгарність. У 2017 році операційна система була представлена на виставці Ар брюту в Буронь, Франція. Девіс заявив, що він задоволений отриманою увагою, але розчарований тим, що мало хто з його прихильників використовував ОС для розмови з Богом.
Девіс часто спілкувався у вигляді випадково згенерованих блоків тексту та позатематичних заяв про Бога, що призвело до його блокування на таких сайтах, як Something Awful, Reddit та Hacker News. Проте критика TempleOS здебільшого була позитивною; технічний журналіст Девід Кассел зазначив, що "програмувальні вебсайти намагалися знайти терпіння та розуміння для підтримки Девіса". TechRepublic та OSNews опублікували позитивні статті про роботу Девіса, хоча його було заблоковано на OSNews через ворожі коментарі щодо її читачів та співробітників.
У вересні 2018 року редактор OSNews Том Холверда написав: "Девіс явно був обдарованим програмістом — написати цілу операційну систему — це не дрібниця — і було сумно бачити, як його вражає психічна хвороба". Один з фанатів описав його як "легенду програмування", в той час як інший, комп'ютерний інженер, порівняв розробку TempleOS з хмарочосом, збудованим однією людиною. Інженер раніше довго спілкувався з Девісом і вірив, що якби не його хвороба, Девіс міг би бути "Стів Джобс" або "Стів Возняк". Він додав, що "мені насправді важко зрозуміти, як одна людина написала все це" і припустив, що звичайній людині може бути важко зрозуміти, наскільки це було надзвичайно — написати цілу операційну систему на самоті.

### "Сяючі"
Протягом свого життя Девіс вірив, що він піддається постійним переслідуванням з боку федеральних агентів, особливо з Центрального розвідувального управління (ЦРУ). Він викликав суперечки через регулярне використання образливих слів, зокрема расистських і гомофобних епітетів, і іноді критикував своїх опонентів, називаючи їх "сяючими неграми". В одному з широко розповсюджених відео на YouTube він стверджував, що "сяючі негри світяться в темряві; ти можеш їх бачити, коли їдеш. Ти просто їх переїжджаєш." Термін "сяючі", що базується на наведеній фразі, зазвичай використовують в онлайн-групах для позначення підривного федерального агента або інформатора.

Подібні висловлювання, разом з "аматорською" подачею операційної системи, врешті-решт призвели до того, що TempleOS став частим об'єктом насмішок. Девіс пояснив, що його використання слова "негр" було реакцією на тактику психологічна війна з боку медіа-агентств, таких як BBC. Він звернувся до занепокоєння щодо його мови на своєму вебсайті: 
Ісус використовував расистське образливе слово, називаючи хананеїв "собаками" у Матвія 15:21–28 [...] Я запитав Бога про расизм? Він сказав: "спорт". [...] Біле населення постійно не прямо називає одне одного "негром". Після того, як BBC постійно не прямо називала мене негром, я сказав: "Добре! Я не боягуз! Я використаю справжнє слово щодо своїх ворогів". [...] Коли я борюся з Сатаною, я використовую найгостріші ножі, які можу знайти. Я не буду плакати, тому що тобі не подобається "негр". [...] Просто пам'ятай, що чоловіки з Марса, жінки з Венери [sic], і наш дорогий Бог з планети Земля.

## Смерть

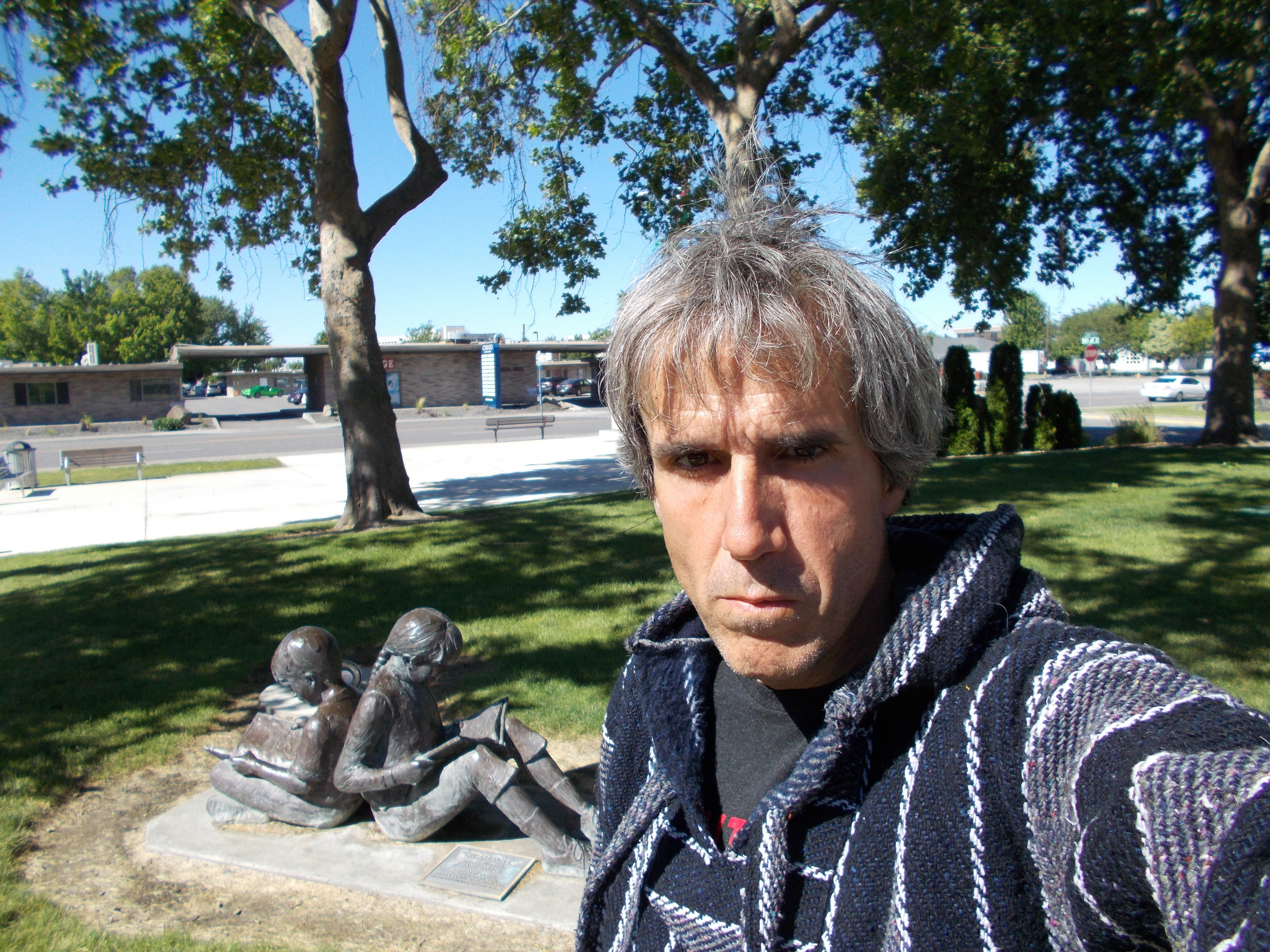
Безхатній Девіс у червні 2018 року, за два місяці до його смерті

Протягом останніх двох місяців Девіс стикався з періодами безхатності та ув'язнення. Він припинив приймати медикаменти, оскільки вірив, що це обмежує його творчість. Деякі фанати допомагали йому, приносячи припаси, але він відмовився від їхніх пропозицій про житло. Після того, як він пожив із сестрою в Аризоні, Девіс вирушив до Каліфорнії, а в квітні 2018 року зупинився в Портленд, Орегон. Місцева поліція була проінформована, що Девіс може становити загрозу, оскільки він заявляв про готовність вбити, якщо цього вимагатиме Бог. У червні поліція Портленда повідомила чиновникам у місті The Dalles, приблизно 80 миль (130 км) відстані, що отримала інформацію про можливий напрямок руху Девіса. Більше ніяких скарг на Девіса не надходило.
У своєму останньому відео, записаному на лавці в бібліотеці округу Уаско в The Dalles і завантаженому за кілька годин до його смерті, він пояснив, що видалив більшість своїх відео, оскільки не бажав "засмічувати" Інтернет, і що він навчився "очищати" себе. Наприкінці він говорить: "Добре бути королем. Почекай, можливо. Я думаю, що я просто якась трохи дивна людина, яка ходить туди-сюди. Що б там не було, знаєш, але..."
Увечері 11 серпня 2018 року, прогулюючись поруч з залізничними коліями в The Dalles, Девіс був збитий і загинув під потягом Union Pacific. Слідчі не змогли визначити, чи була його смерть самогубством чи нещасним випадком, хоча машиніст потяга вважав, що це було самогубство. У поліцейському звіті зазначалося, що Девіс йшов спиною до потяга і повернувся перед моментом удару. Коли The Dalles Chronicle опублікувала матеріал про неназваного безхатнього чоловіка, який був збитий потягом, газета отримала безліч дзвінків з запитаннями, чи це був Девіс, що газета пізніше підтвердила в додатковій статті.

### Вшанування
Після того, як повідомлення про його смерть з’явилися в Інтернеті, фанати вшанували його пам'ять у кількох трибутах, опублікованих у соціальних мережах. Через вебсайт TempleOS його сім'я закликала людей робити пожертви на "організації, що працюють над зменшенням болю та страждань, викликаних психічними захворюваннями". У грудні 2018 року, вебсайт Linux.org, неофіційне співтовариство користувачів Linux, був зламаний хакерами, щоб включити посилання на його смерть. У листопаді 2019 року Девіс став предметом 30-хвилинного документального фільму на BBC Radio 4.

## Зовнішні посилання
- Вебсайт TempleOS
- Архів вебсайту та операційної системи TempleOS
- Террі Девіс: Встає на трон на YouTube
- Davis, Terry A. (Лютий 2016). Блог Террі Девіса. TempleOS. Архів оригіналу за 24 лютого 2016.